# Callobius shimojanai
Espèce
Callobius shimojanai est une espèce d'araignées aranéomorphes de la famille des Amaurobiidae.

## Distribution
Cette espèce est endémique de l'archipel Nansei au Japon,. Elle se rencontre sur Okinawa-jima vers Nago.

## Description
Le mâle holotype mesure 4,6 mm et la femelle paratype 5,6 mm.

## Systématique et taxinomie
Cette espèce a été décrite par Okumura & Suzuki en 2022.

## Étymologie
Cette espèce est nommée en l'honneur de Matsuei Shimojana.

## Publication originale
- Okumura & Suzuki, 2022 : « Two new species of the spider family Amaurobiidae from the Ryukyu Islands, Japan. » Bulletin of the National Museum of Nature and Science, sér. A, vol. 48, no 4, p. 139-146 (texte intégral).